# Eppelborn
Eppelborn és un municipi del districte de Neunkirchen a l'estat federat alemany de Saarland. Està situat aproximadament a 20 km al nord de Saarbrücken.

## Nuclis
- Bubach-Calmesweiler
- Dirmingen
- Eppelborn
- Habach
- Hierscheid
- Humes
- Macherbach
- Wiesbach